# Chilchalphorn
Das Chilchalphorn ⓘ (schweizerdeutsch Chilchli ‚Kirchlein‘) ist ein Berg nordwestlich von Hinterrhein im Kanton Graubünden in der Schweiz mit einer Höhe von 3039 m ü. M. Gemäss Führer des SAC ist der Gipfel einer der schönsten Berge des Rheinwaldes. Die Aussicht vom Rheinwaldhorn ist umfassender, aber nicht schöner als diejenige vom vorgeschobenen Gipfel des Chilchalphorns. Der Gipfel ist insbesondere im Winter ein häufig aufgesuchtes Ziel von Skitourengängern.

## Lage und Umgebung
Das Chilchalphorn gehört zur Güferhorn-Fanellhorn-Gruppe, einer Untergruppe der zu den Lepontinischen Alpen gehörenden Adula-Alpen. Über dem Gipfel verläuft die Gemeindegrenzen zwischen Vals und Rheinwald. Häufiger Ausgangspunkt für eine Begehung ist Hinterrhein.
Der Gipfel wird im Nordwesten vom Fanellgletscher und im Nordosten von den Überresten des Chilchalpgletschers umgeben. Südlich des Gipfels liegt das Rheinwald mit dem Hinterrhein, einer der Quellflüsse des Rheins. Zu den Nachbargipfeln des Chilchalphorns gehören im Nordosten der Wenglispitz (2841 m) und im Westen das Lorenzhorn (3048 m). In unmittelbarer Nähe finden sich unter anderen das Fanellhorn (3123 m), das Furggeltihorn (3042 m), das Höhberghorn (3004 m), das Güferhorn, das Rheinwaldhorn (3402 m), der Vogelberg (3217 m) oder das Zapporthorn (3155 m).
Der am weitesten entfernte sichtbare Punkt vom Chilchalphorn befindet sich südlicher Richtung auf der Grenze der italienischen Regionen Toskana und Emilia-Romagna. Er liegt im Nationalpark Toskanisch-Emilianischer Apennin unmittelbar westlich des Gipfels des Monte Silano (1876 m) und ist 264 km vom Chilchalphorn entfernt.

## Windstation

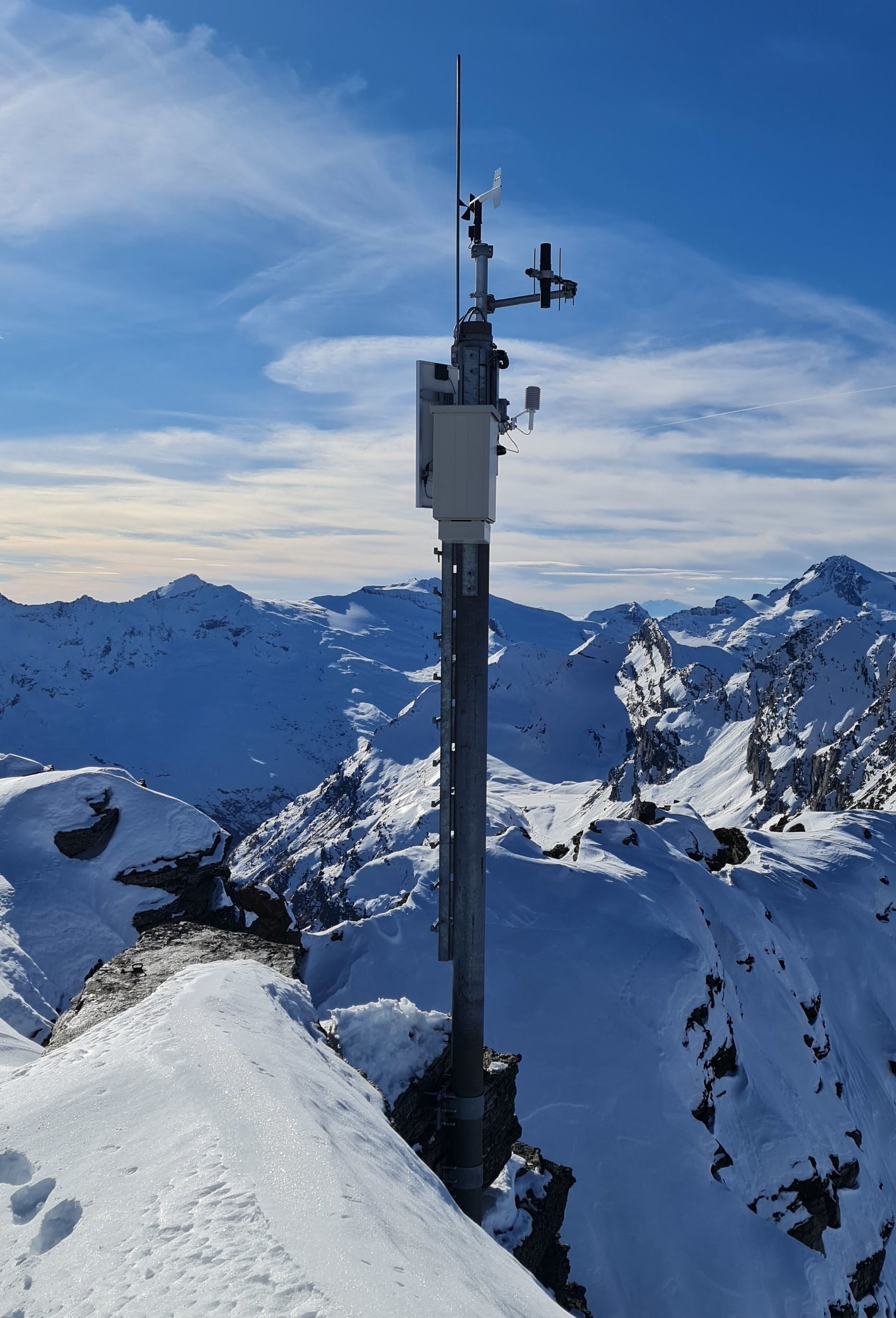
Windmessstation des WSL-Institutes für Schnee- und Lawinenforschung SLF in Davos auf dem Chilchalphorn.

Auf dem Gipfel des Chilchalphorns befindet sich eine von 160 Windstationen des Interkantonalen Mess- und Informationssystems (IMIS). Das System wird in Zusammenarbeit von Bund, Kantonen, Gemeinden, dem WSL-Institut für Schnee- und Lawinenforschung SLF sowie von weiteren Interessenverbände betrieben. Die dazugehörende Schneestation befindet sich auf der Alp Piänetsch, westlich des Chilchalphorns, auf 2147 m ü. M. Die Windstation misst halbstündlich Windgeschwindigkeit (Mittel und Spitze), Windrichtung, Lufttemperatur und relative Luftfeuchtigkeit. Der Lawinenwarndienst sowie Sicherheitsbeauftragte der ganzen Schweiz werden so mit aktuellen Informationen aus entlegenen und/oder unzugänglichen Gebieten versorgt. Die Daten können auf der Webseite des SLF angeschaut werden.

## Routen zum Gipfel

### Sommerrouten

#### Von Hinterrhein
- Ausgangspunkt: Hinterrhein (1620 m)
- Via: Nügädemli, Chilchalp (2082 m), Chilchalpgletscher
- Schwierigkeit: L
- Zeitaufwand: 3½–4 Stunden von Hinterrhein
- Bemerkung: Von der Chilchalp mehr links haltend zu den Geröllhalden längs des Ostgrates. Anschliessend unter dem überragenden Kopf des Hörnli (einer von Hinterrhein aus auffallenden Felsklippe) auf den Gletscher und über diesen zum Gipfel.

#### Von Vals
- Ausgangspunkt: Vals (1251 m)
- Via: Im Peil, Valserberg (2502 m), Chilchalpgletscher
- Schwierigkeit: L
- Zeitaufwand: ca. 7 Stunden von Vals
- Bemerkung: Ab Valserberg über die Weidehänge zu den Geröllhalden längs des Ostgrates des Chilchalphorns. Anschliessend unter dem überragenden Kopf des Hörnli (einer von Hinterrhein aus auffallenden Felsklippe) auf den Gletscher und über diesen zum Gipfel.

#### Vom Fanellgletscher über die Chilchalplücke
- Ausgangspunkt: Vals (1251 m)
- Via: Peiltal, Fanellalp, Fanellgletscher, Chilchalplücke (2807 m)
- Schwierigkeit: WS
- Zeitaufwand: ca. 6 Stunden von Vals
- Bemerkung: Ab Chilchalplücke über den breiten Firnrücken des Nordgrates in 30 Minuten zum Gipfel.

#### Über den Westgrat
- Ausgangspunkt: Zervreilasee (1857 m) oder Zapporthütte (2265 m)
- Via: Rotgrätlilücke (1251 m), P. 2909

1. Vom Zervreilasee via Canalbrücke, Canalalp zur Rotgrätlilücke
2. Von der Zapporthütte via Canallücke zur Rotgrätlilücke

- Schwierigkeit: ZS
- Zeitaufwand:

1. 5½ Stunden vom Zervreilasee
2. 6 Stunden von der Zapporthütte

- Bemerkung: Der Westgrat wird östlich des Punktes 2909 bestiegen. Der Westgrat bietet von hier aus noch bedeutende Schwierigkeiten.

### Winterrouten
Schöne Abfahrt, in der man vielfach zwischen Sulz- und Pulverschnee wählen kann.

#### Von Hinterrhein
- Ausgangspunkt: Hinterrhein
- Via: Nügädemli, Chilchalp, Chilchalpgletscher
- Expositionen: E, S, NE
- Schwierigkeit: WS
- Zeitaufwand: 4 Stunden
- Bemerkung: Vom Chilchalpgletscher aus kann man den Gipfel direkt oder in einer nach Norden gegen die Chilchalplücke ausholenden Schleife etwas weniger mühsam erreichen.

#### Abfahrt nach Hinterrhein
- Bemerkung: Entlang der Aufstiegsroute.

#### Abfahrt nach Vals
- Via: Chilchalplücke (2807 m), Peiltal
- Bemerkung: Als Aufstiegsroute wegen des grossen Flachanteils kaum begangen.

## Galerie

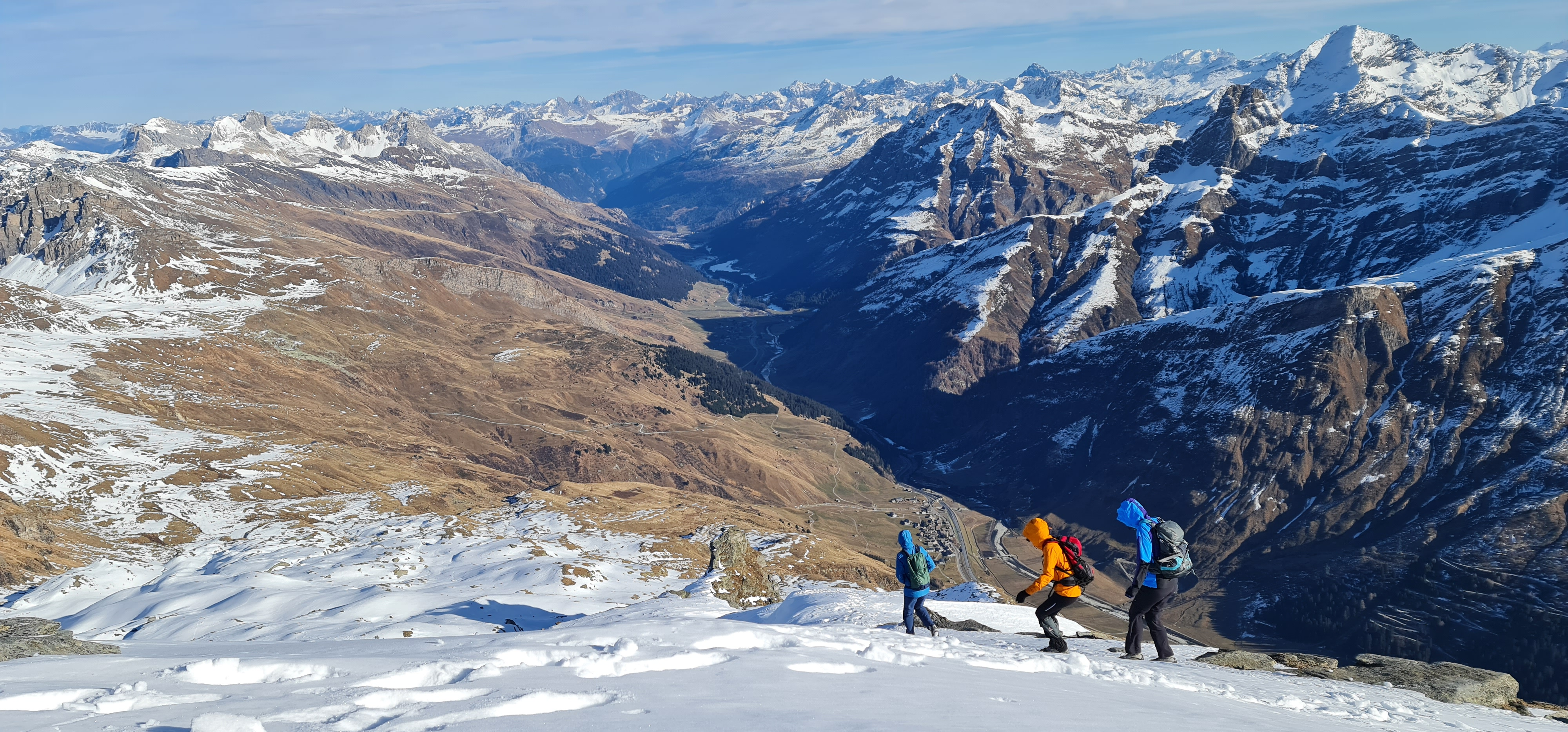
Der Blick nach Osten ins Rheinwald, im Vordergrund der Ort Hinterrhein.
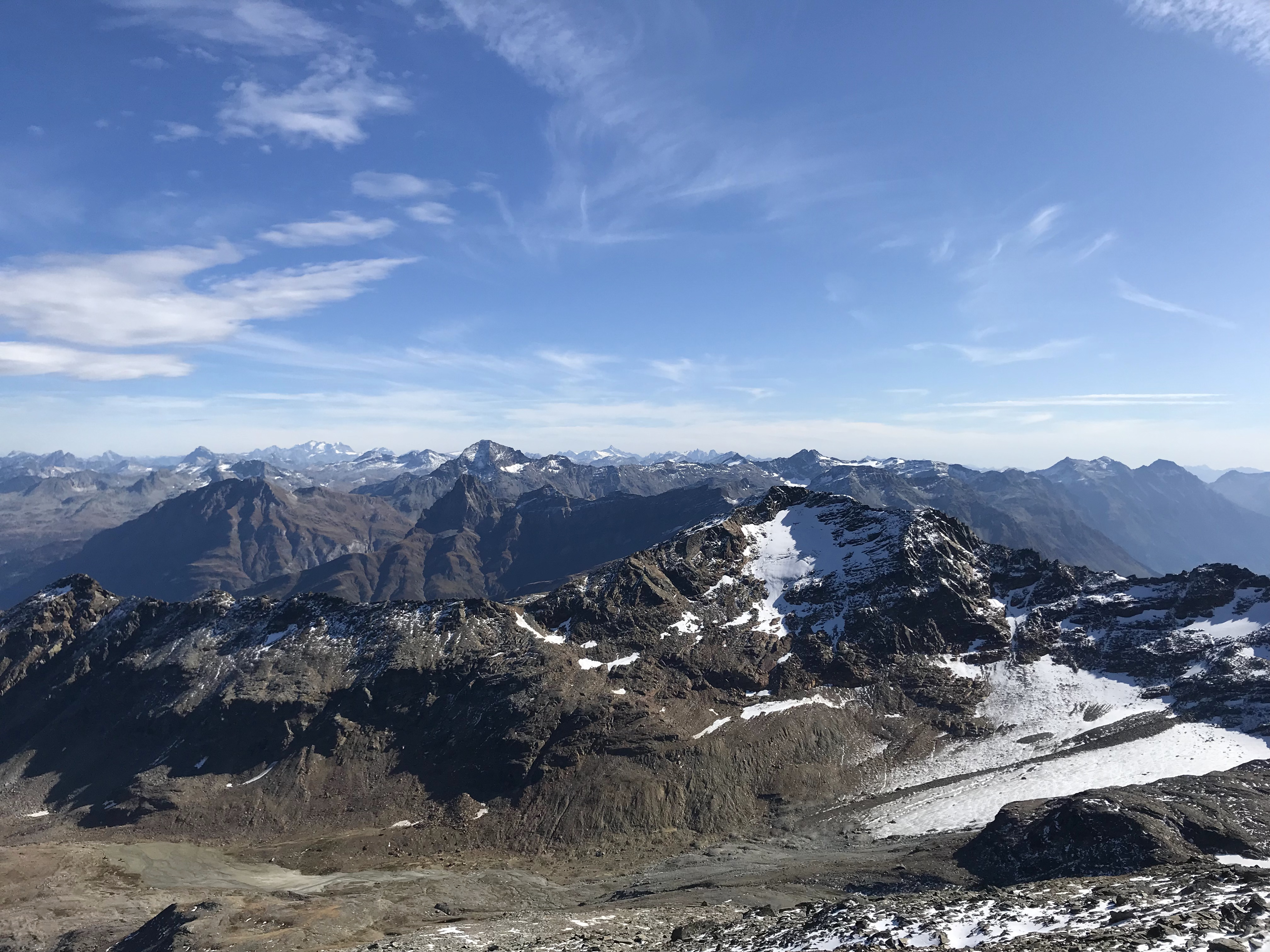
Von Nordwesten: Das Chilchalphorn und die Überreste des Fanellgletschers, vom Fanellhorn aus fotografiert.
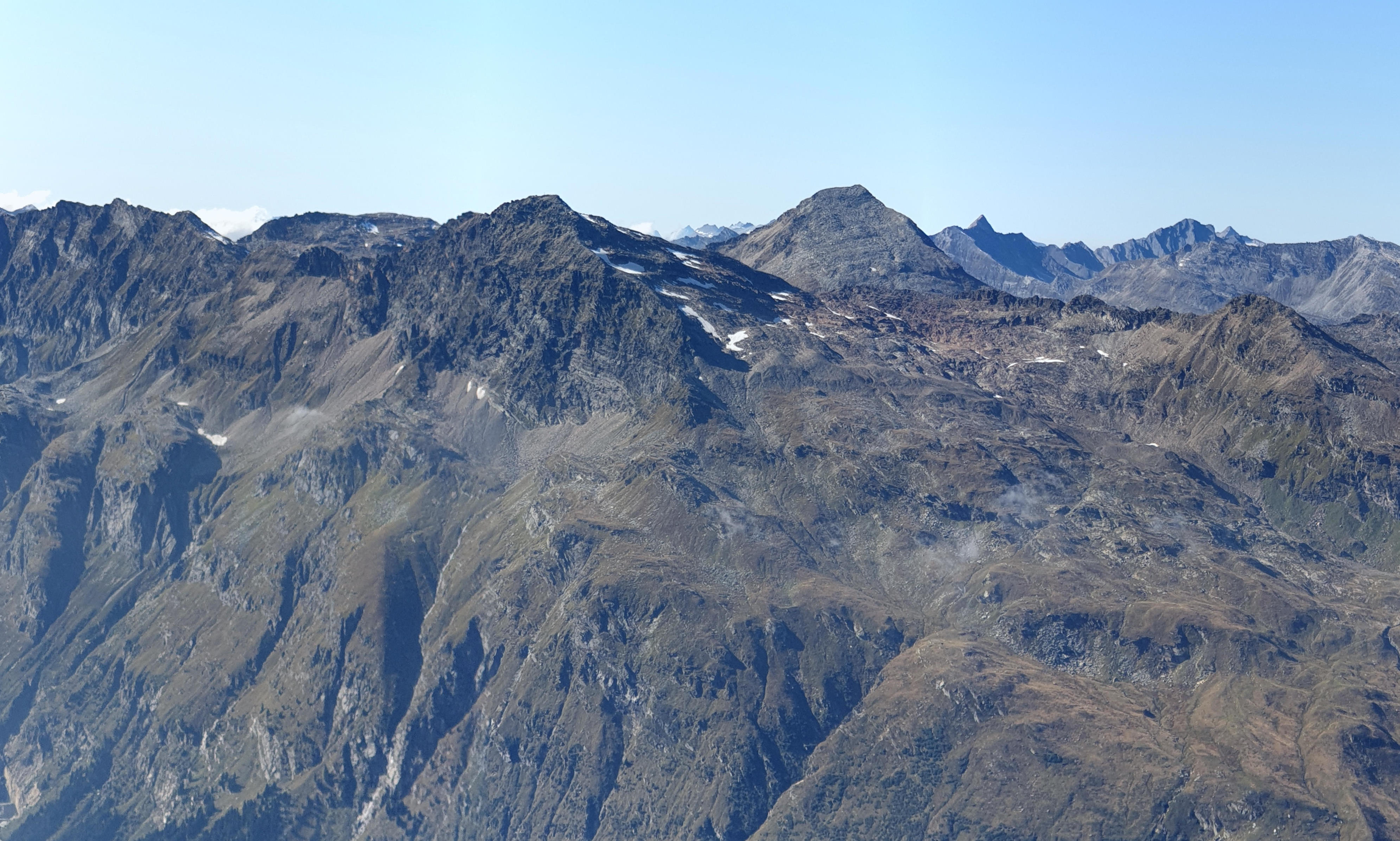
Von Südosten: Das Chilchalphorn (links) und das Fanellhorn, vom Einshorn aus fotografiert.